# Solos (pel·lícula)
Solos és una pel·lícula dramàtica de Singapur de 2007 dirigida per Kan Lume i Loo Zihan, escrita per Loo i protagonitzada per Lim Yu-Beng, Lloo i Goh Guat Kian. Està basada en un curtmetratge de Kan i Loo. La pel·lícula no conté diàlegs i narra les relacions entre un nen (Lloo), la seva mare (Goh) i el seu amant major (Lim). Es va estrenar en el Busan International Film Festival després d'haver estat retirada del Singapore International Film Festival quan el govern d'aquest país va exigir retallades.